# Altha
Altha ist eine Stadt im Calhoun County im US-Bundesstaat Florida.  Das U.S. Census Bureau hat bei der Volkszählung 2020 eine Einwohnerzahl von 496 ermittelt. 

## Geographie
Altha liegt rund 15 km nordwestlich von Blountstown sowie etwa 90 km westlich von Tallahassee.

## Demographische Daten
Laut der Volkszählung 2010 verteilten sich die damaligen 536 Einwohner auf 253 Haushalte. Die Bevölkerungsdichte lag bei 144,9 Einw./km². 95,1 % der Bevölkerung bezeichneten sich als Weiße, 1,3 % als Afroamerikaner und 0,2 % als Asian Americans. 1,3 % gaben die Angehörigkeit zu einer anderen Ethnie und 2,1 % zu mehreren Ethnien an. 4,9 % der Bevölkerung bestand aus Hispanics oder Latinos.
Im Jahr 2010 lebten in 35,6 % aller Haushalte Kinder unter 18 Jahren sowie 29,2 % aller Haushalte Personen mit mindestens 65 Jahren. 68,9 % der Haushalte waren Familienhaushalte (bestehend aus verheirateten Paaren mit oder ohne Nachkommen bzw. einem Elternteil mit Nachkomme). Die durchschnittliche Größe eines Haushalts lag bei 2,45 Personen und die durchschnittliche Familiengröße bei 2,88 Personen.
25,7 % der Bevölkerung waren jünger als 20 Jahre, 26,7 % waren 20 bis 39 Jahre alt, 28,0 % waren 40 bis 59 Jahre alt und 19,5 % waren mindestens 60 Jahre alt. Das mittlere Alter betrug 38 Jahre. 46,6 % der Bevölkerung waren männlich und 53,4 % weiblich.
Das durchschnittliche Jahreseinkommen lag bei 29.167 $, dabei lebten 25,9 % der Bevölkerung unter der Armutsgrenze.
Im Jahr 2000 war Englisch die Muttersprache von 96,0 % der Bevölkerung und spanisch sprachen 4,0 %.

## Verkehr
Altha wird von der Florida State Road 71 durchquert. Der nächste Flughafen ist der Tallahassee International Airport (rund 90 km östlich).

## Kriminalität
Die Kriminalitätsrate lag im Jahr 2010 mit 142 Punkten (US-Durchschnitt: 266 Punkte) im niedrigen Bereich. Es gab eine Körperverletzung, zwei Einbrüche und neun Diebstähle.